# Arai Shota (cầu thủ bóng đá, sinh 1988)
Arai Shota (新井 章太 Arai Shota, sinh ngày 1 tháng 11 năm 1988 ở Saitama) là một cầu thủ bóng đá người Nhật Bản. Anh thi đấu cho Kawasaki Frontale.

## Sự nghiệp thi đấu
Arai Shota gia nhập câu lạc bộ tại J2 League; Tokyo Verdy năm 2011. Anh chuyển đến câu lạc bộ tại J1 League; Kawasaki Frontale năm 2013.

## Thống kê sự nghiệp
Cập nhật đến ngày 23 tháng 2 năm 2018.
| Câu lạc bộ          | Mùa giải            | Giải vô địch | Giải vô địch | Cúp Hoàng đế Nhật Bản | Cúp Hoàng đế Nhật Bản | J. League Cup | J. League Cup | AFC     | AFC       | Tổng    | Tổng      |
| Câu lạc bộ          | Mùa giải            | Số trận      | Bàn thắng    | Số trận               | Bàn thắng             | Số trận       | Bàn thắng     | Số trận | Bàn thắng | Số trận | Bàn thắng |
| ------------------- | ------------------- | ------------ | ------------ | --------------------- | --------------------- | ------------- | ------------- | ------- | --------- | ------- | --------- |
| Tokyo Verdy         | 2011                | 0            | 0            | 0                     | 0                     | –             | –             | –       | –         | 0       | 0         |
| Tokyo Verdy         | 2012                | 0            | 0            | 0                     | 0                     | –             | –             | –       | –         | 0       | 0         |
| Kawasaki Frontale   | 2013                | 0            | 0            | 0                     | 0                     | 0             | 0             | –       | –         | 0       | 0         |
| Kawasaki Frontale   | 2014                | 0            | 0            | 0                     | 0                     | 0             | 0             | 0       | 0         | 0       | 0         |
| Kawasaki Frontale   | 2015                | 23           | 0            | 1                     | 0                     | 3             | 0             | –       | –         | 27      | 0         |
| Kawasaki Frontale   | 2016                | 5            | 0            | 2                     | 0                     | 3             | 0             | –       | –         | 10      | 0         |
| Kawasaki Frontale   | 2017                | 3            | 0            | 4                     | 0                     | 1             | 0             | 1       | 0         | 9       | 0         |
| Tổng cộng sự nghiệp | Tổng cộng sự nghiệp | 31           | 0            | 7                     | 0                     | 7             | 0             | 1       | 0         | 46      | 0         |